# Frazier Hunt
Frazier Hunt (ur. 1885, zm. 1967) – amerykański prezenter radiowy, korespondent wojenny i pisarz.

## Wyróżnienia
Posiada swoją gwiazdę na Hollywoodzkiej Alei Gwiazd.